# Sebkay
Pour les articles homonymes, voir Kay.
Sebkay est un roi hypothétique de la Deuxième Période intermédiaire.

## Attestations
On sait très peu de choses sur lui, puisque son nom n'est attesté que sur une baguette de magie en bois trouvée à Abydos et maintenant au musée du Caire (CG 9433 / JE 34988).

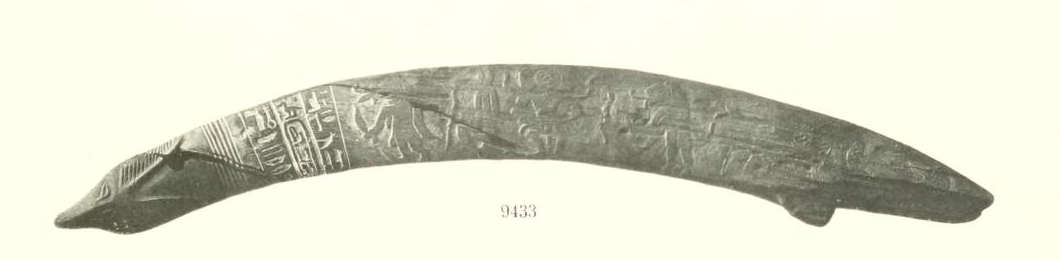
Baguette en bois portant le nom du roi.

## Identité
Depuis la découverte de la baguette, plusieurs égyptologues ont tenté d'identifier ce roi avec d'autres souverains de la Deuxième Période intermédiaire.
Stephen Quirke pensait que Sebkay était un diminutif de Sedjefakarê, qui est le nom de Nesout-bity de Sedjéfakarê Kay-Amenemhat VII, tandis que Jürgen von Beckerath considérait plutôt ce nom comme une forme abrégée du nom de Sa-Rê Sobekhotep. Thomas Schneider soutient l'hypothèse de von Beckerath, précisant que le roi Sobekhotep était probablement Khâânkhrê Sobekhotep.
Une hypothèse plus radicale est venue de Kim Ryholt, qui a suggéré la lecture Seb-Kay, se traduisant par Kay, le fils de Seb correspondant à deux rois et comblant ainsi une lacune dans la liste des rois de Turin avant Sedjéfakarê Kay-Amenemhat. De plus, dans cette reconstruction, le nom complet du nom de Sa-Rê de Sedjéfakarê Kay-Amenemhat est Kay-Amenemhat, et donc serait lu Amenemhat, le fils de Kay, établissant ainsi une ligne dynastique composée de trois rois : Seb, son fils Kay, et le fils de ce dernier, Amenemhat. L'interprétation de Ryholt est considérée comme audacieuse et controversée par certains égyptologues.
En 2014 à Abydos, une équipe d'archéologues a découvert la tombe d'un roi de la Deuxième Période intermédiaire, appelé Ouseribrê Senebkay, jusqu'alors inconnu. Il a été suggéré que ce souverain et Sebkay pourraient être la même personne.